# ضفدع طفلي
ضفدع طفلي (الاسم العلمي: Paedophryne)، (من اليونانية القديمة paedos (παίδος) وتعني "طفل" وphryne (φρύνος) وتعني "العلجوم، الضفدع") هو جنس من الضفادع الشقدعيات من بابوا غينيا الجديدة ، بما في ذلك جزر د انترکاستوکس. جميع الأنواع السبعة المعروفة حتى الآن هي من بين أصغر أنواع الضفادع والفقاريات.

## الأنواع
الأنواع التالية معترف بها في جنس ضفدع طفلي
- ضفدع طفلي أماوي Rittmeyer et al., 2012[3]
- Paedophryne dekot Kraus, 2011[2]
- Paedophryne kathismaphlox Kraus, 2010[4]
- Paedophryne oyatabu Kraus, 2010[4]
- Paedophryne swiftorum Rittmeyer et al., 2012[3]
- Paedophryne titan Kraus, 2015
- Paedophryne verrucosa Kraus, 2011[2]

## معرض الصور

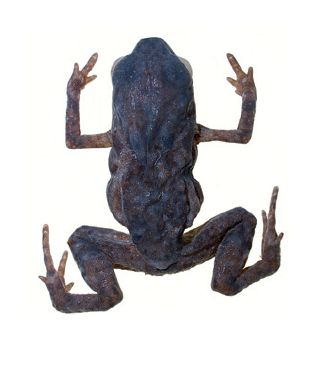
Paedophryne kathismaphlox
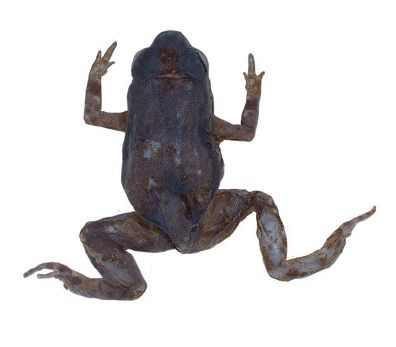
Paedophryne oyatabu
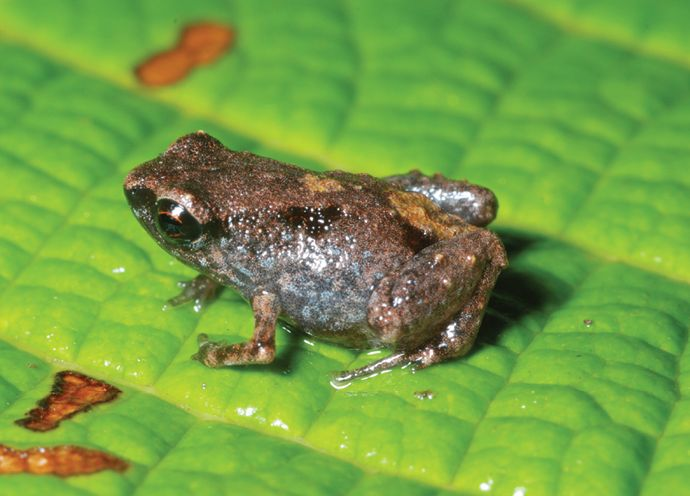
Paedophryne dekot
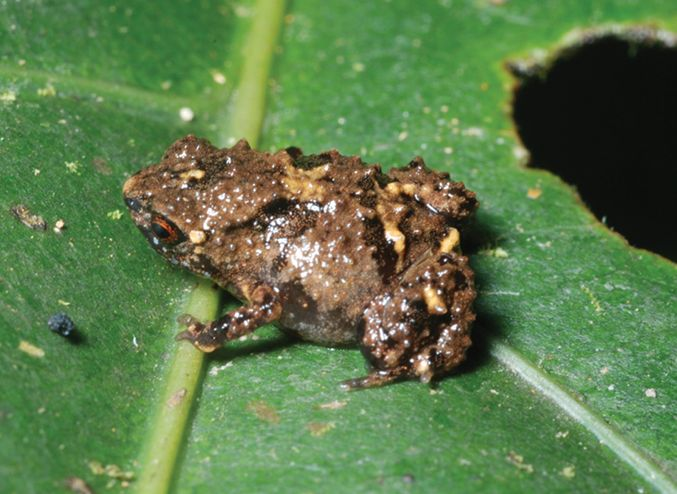
Paedophryne verrucosa
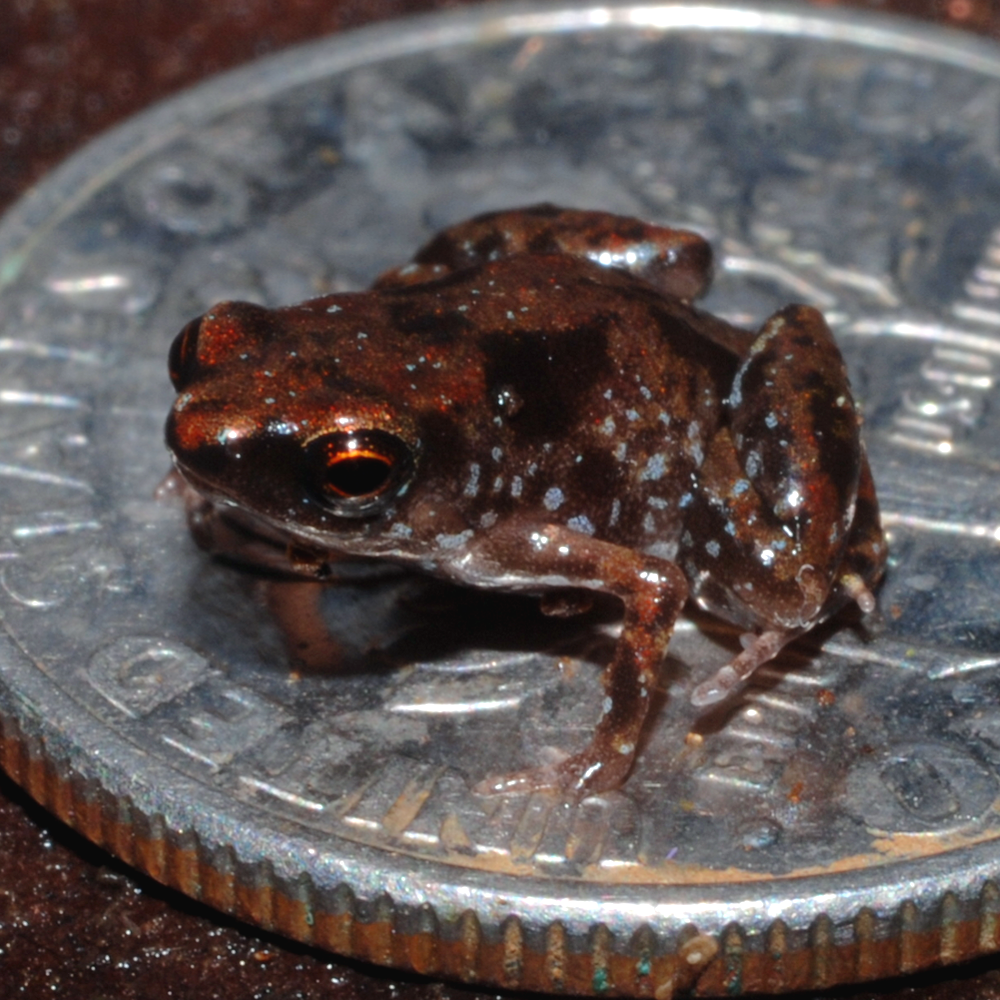
Paedophryne amauensis on a دايم (نقود أمريكية)
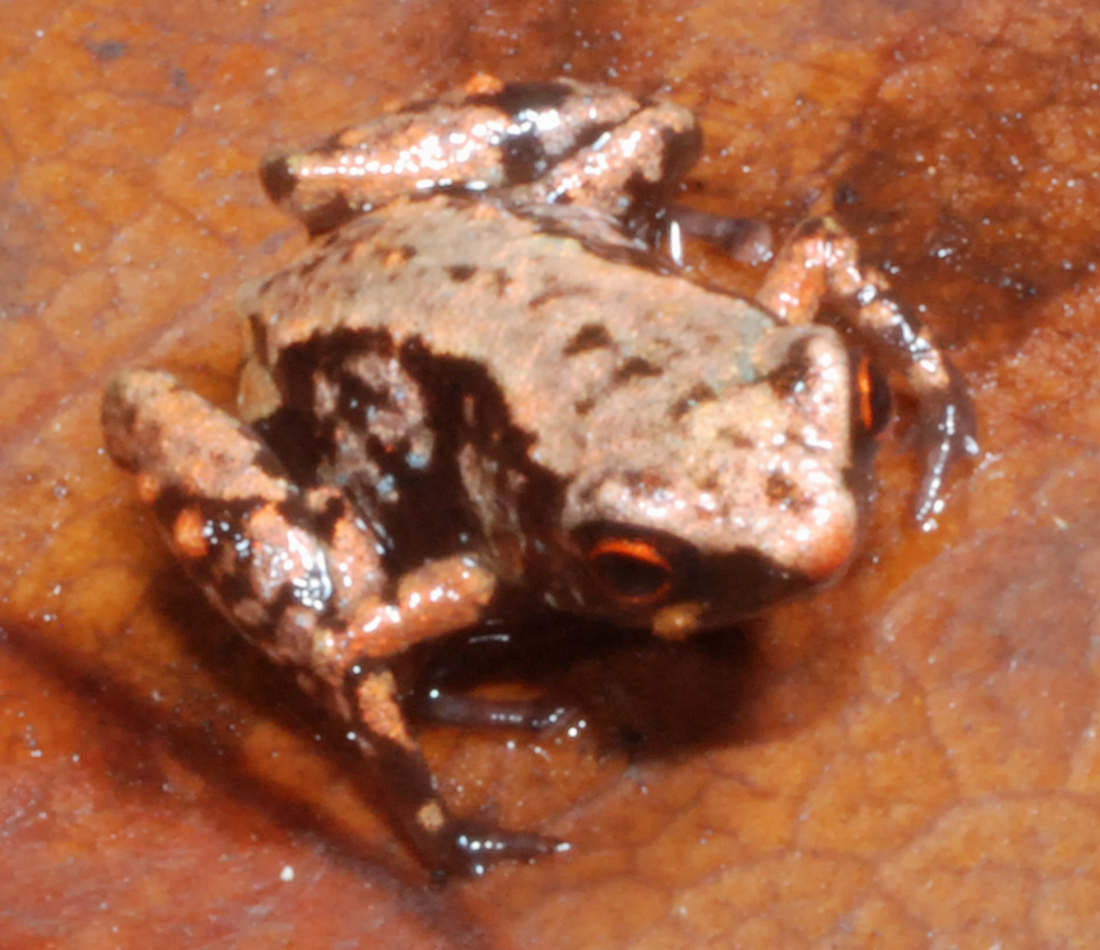
Paedophryne swiftorum